# 94 км (зупинний пункт, Дніпровська дирекція Придніпровської залізниці)
94 кіломе́тр — пасажирський залізничний зупинний пункт Дніпровської дирекції Придніпровської залізниці на неелектрифікованій лінії Берестин — Самар-Дніпровський між станціями Берестин (18 км) та Зачепилівка (6 км). Розташований на півдні села Леб'яже Берестинського району Харківської області.

## Пасажирське сполучення
На платформі 94 км щоденно зупиняються дві пари приміських поїздів сполученням Дніпро — Берестин.